# Dino Buzzati
Dino Buzzati (* 16. Oktober 1906 in San Pellegrino bei Belluno; † 28. Januar 1972 in Mailand) war ein italienischer Schriftsteller, Journalist, Maler und Redakteur.

## Leben und Werk
Dino Buzzati (eigentlich Dino Buzzati Traverso) wurde 1906 als zweites von vier Kindern des 1917 mit dem Adelsnamen Traverso ausgestatteten Professors Giulio Cesare Buzzati (1862–1920) in dem Dolomitenort San Pellegrino geboren. Sein Vater, ein Venezianer, lehrte in Pavia, Padua, Macerata und an der Università Commerciale Luigi Bocconi in Mailand.
Auf Wunsch seines Vaters absolvierte Dino ein Jurastudium. Nach seinem Studienabschluss und anschließendem Militärdienst mit Besuch einer Offiziersschule trat er 1928 als Mitarbeiter in die Redaktion der Mailänder Tageszeitung Corriere della Sera ein, der er, nur unterbrochen durch den Zweiten Weltkrieg, auch als Chefredakteur bis zu seinem Tode angehörte. Ein Beispiel für sein journalistisches Schaffen sind die Reportagen über den Giro d’Italia 1949, die auf Deutsch 2014 beim auf den Radsport spezialisierten Covadonga-Verlag (Bielefeld) erschienen sind. Beeinflusst durch seine Erfahrungen während einer 1935 erlittenen schweren Mastoiditis, finden sich in Buzzatis Werk auch kritische Auseinandersetzungen mit dem Arztberuf und dem Krankenhauswesen. Während des Krieges war Buzzati als Marineoffizier und Kriegsberichterstatter in Nordafrika und auf Sizilien. Im Dezember 1966 heiratete er Almerina Antoniazzi. Dino Buzzati starb am 28. Januar 1972 in einer Klinik in Mailand.
Neben seinem schriftstellerischen Wirken trat er auch als Maler, Zeichner und Bühnenbildner in Erscheinung. Im letzten Lebensjahrzehnt hatten Themen und Werke von Buzzati verstärkt einen christlichen Charakter.

## Rezeption
In der Rezeption von Buzzatis Werk werden häufig Bezüge zu Franz Kafka und dem Surrealismus hergestellt. Solche Bezüge werden von der Literaturkritik aber auch relativiert oder abgelehnt; so kommt Barbara Baumann zum Schluss, es gebe „keinen ‚Kafka italiano‘, sondern den Schriftsteller Buzzati, der sich, wie Kafka, die Frage nach dem Sinn des menschlichen Lebens, dem Schicksal des Menschen stellt und dabei aber zu einem anderen Ergebnis kommt“, und für Manfred Hardt hat „Buzzatis Prosa auch trotz ihrer phantastischen, geheimnisvollen, abnormen oder grotesken Motive keinerlei Bezug zum Surrealismus, sondern stellt im Gegenteil eine leicht lesbare, vom Autor nicht weiter reflektierte, vereinfachte Variante dieser in der modernen Literatur häufig vorkommenden Motive dar.“ Sein im Zweiten Weltkrieg erschienener Roman Die Tatarenwüste trägt stark existenzialistische Züge.

## Werke

### Romane
- Bàrnabo delle montagne, 1933
  - deutsch: Die Männer von Gravetal. Ins Deutsche übertragen von Antonio Luigi Erné. Propyläen, Berlin o. J. [1935]
- Il segreto del bosco vecchio, 1935
  - dt.: Das Geheimnis des Alten Waldes. Berechtigte Übersetzung aus dem Italienischen von Antonio Luigi Erné. Paul Zsolnay, Wien u. Berlin 1948
  - Neuübersetzung: Das Geheimnis des Alten Waldes. Aus dem Italienischen von Bettina Kienlechner. Thienemann, Stuttgart 1997 (auch Fischer Taschenbuchverlag, Frankfurt am Main 1999, ISBN 3-596-14109-5)
- Il deserto dei Tartari, 1940
  - dt.: Im vergessenen Fort. Aus dem Italienischen von Richard Hoffmann. Karl Bischoff, Berlin 1942
  - 1. Neuübersetzung: Die Festung. Aus dem Italienischen von Percy Eckstein und Wendla Lipsius. Biederstein, München 1954 (als Taschenbuch 1977 bei Ullstein mit dem Titel Die Tatarenwüste)
    - von Julika Brandestini überarbeitete Fassung: Die Tatarenwüste. Mit einem Nachwort versehen von Maike Albath. Die Andere Bibliothek, Berlin 2012, ISBN 978-3-8477-0333-4 (Die Andere Bibliothek, Band 333)

  - 2. Neuübersetzung: Die Tatarenwüste. Aus dem Italienischen von Stefan Oswald. Klett-Cotta, Stuttgart 1990, ISBN 3-608-95643-3
- Il grande ritratto, 1960
- Un Amore, 1963
  - dt.: Amore. Aus dem Italienischen von Ingrid Parigi. Hans Deutsch Verlag, Wien u. a. 1964 (auch Rowohlt Taschenbuch, Reinbek 1967; Nymphenburger Verlagsanstalt, München 1988; Fischer Taschenbuch, Frankfurt/M. 1991, ISBN 3-596-29559-9)

### Erzählungen
Bibliographie der ins Deutsche übersetzten phantastischen Erzählungen von Dino Buzzati in: Horst Illmer: Bibliographie Science Fiction & Fantasy. Buch-Erstausgaben 1945-1995. 50 Jahre alternative Weltentwürfe in Deutschland. Harrassowitz Verlag, Wiesbaden 1998, S. 67 f. (Buchvorschau bei Google Books)
- I sette messageri, 1942
  - deutsch: Die sieben Boten. 11 stories. Aus dem Italienischen von Antonio Luigi Erné und Nino Erné. Mit einem Vorwort von Nino Erne. Nymphenburger Verlag, München 1957[Anm 1]
- Paura alla Scala, 1949
  - dt.: Panik in der Scala. Deutsche Verlagsanstalt, Stuttgart 1952 (diverse Neuausgaben, u. a. Klett-Cotta 1988; Manesse, Zürich 2001, ISBN 3-7175-4019-X)
- Sette piani, 1953
  - dt.: Das Haus mit den sieben Stockwerken. Elf Erzählungen. Fischer TB, Frankfurt 1991, ISBN 3-596-29560-2 (EA München 1966)[Anm 2]
- Il crollo della Baliverna, 1954
  - dt.: Des Schicksals roter Faden. Autorisierte Übersetzung aus dem Italienischen von Percy Eckstein und Wendla Lipsius. Tauchnitz, Stuttgart 1955 (auch Schweizer Druck- & Verlagshaus, Zürich 1955)
- Der Hund, der Gott gesehen hatte. Novellen. Aus dem Italienischen von Ingrid Parigi. Günther-Verlag, Stuttgart 1956
- Esperimento di magia, 1958
- Sessanta racconti, 1958[Anm 3]
- Das alte Hotel. Erzählungen.[9] Übersetzung von Ingrid Parigi. Mit einem Nachwort von Percy Eckstein. Reclam, Stuttgart 1958 (Reclams Universal-Bibliothek, Band 8219)
- Egregio signore, siamo spiacenti di …, 1960
- Lascia o raddoppia. Cinque racconti • Aufgeben oder verdoppeln. Fünf Erzählungen. Aus dem Italienischen von Ingrid Parigi. Langewiesche-Brandt, München 1960 (Edition Langewiesche-Brandt, Band 48)
  - Neuübersetzung: Lascia o raddoppia. Racconti • Aufgeben oder verdoppeln. Erzählungen. Aus dem Italienischen von Rita Seuß. Dtv, München 1975, ISBN 3-423-09421-4 (Reihe „dtv-zweisprachig“; Neuauflagen 1988, 1993, 2002)
- Die Mauern der Stadt Anagoor. Textauswahl und Übersetzung aus dem Italienischen von Elisabeth Antkowiak. St. Benno Verlag, Leipzig 1968 (Reihe religiöser Erzählungen, Band 32; 2. Auflage 1987, ISBN 3-74620148-9)[Anm 4]
- Die Lektion des Jahres 1980. Neue Erzählungen. Aus dem Italienischen von Ingrid Parigi. Hans Deutsch Verlag, Wien u. a. 1962
  - Neuausgabe: Eine Frau von Welt und andere Erzählungen. Hans Deutsch Verlag, Wien 1966 (auch als Goldmann Taschenbuch, 1966); Volltext der Titelgeschichte in: Die Zeit Nr. 9/1959
- Die Versuchung des Domenico. Erzählungen. Aus dem Italienischen übersetzt von Ernst Sander. Auswahl: Lina Wandruszka. Herder, Freiburg 1964
- Schlachtschiff Tod. Aus dem Italienischen von Ingrid Parigi. Mit fünf Illustrationen des Autors. Hans Deutsch Verlag, Wien u. a. 1965
- Il colombre, 1966
- La boutique del mistero, 1968
- Die Maschine des Aldo Christofari und andere phantastische Erzählungen. Hrsg. von Kalju Kirde. Suhrkamp, Frankfurt 1985, ISBN 3-518-37675-6 (Phantastische Bibliothek, Band 157)
- Sieben Erzählungen. Aus dem Italienischen übertragen von Ernst Pepping. (Nachwort: Andrea Rückert.) Worpsweder Verlag, Lilienthal 1985, ISBN 3-922516-43-2 (siehe Weblinks)
- Aus Richtung der unsichtbaren Urwälder. Erzählungen. Wagenbach, Berlin 2011, ISBN 978-3-8031-1278-1[Anm 5]

### Theaterstücke
- Piccola passeggiata, 1942
- La rivolta contro i poveri, 1946
- Un caso clinico, 1953[10]
- Drammatica fine di un noto musicista, 1955
- Sola in casa, 1958
- Una ragazza arrivò
- L'orologio, 1959
- Le finestre, 1959
- Un verme al Ministero, 1960
- Il mantello, 1960
  - dt.: Der Mantel. Deutsch von Marianne Heyland. Erschienen in: Spiele in einem Akt. 35 exemplarische Stücke. Suhrkamp, Frankfurt am Main 1961, S. 200–217 (Digitalisat im Internet Archive)
- I suggeritori
- L'uomo che andò in America
- La colonna infame, 1962
- Spogliarello, 1962
- La fine del borghese, 1968

### Gedichte
- Il capitano Pic e altre poesie
- Tre colpi alla porta, 1965
- Due poemetti, 1967

### Kinderbuch
- La famosa invasione degli orsi in Sicilia, 1945[11]
  - dt.: Das Königreich der Bären. Herder, Freiburg 1962
  - Neuübersetzung: Das Königreich der Bären. Aus dem Italienischen von Heide Ringe, Ralph Dutli und Hans Adrian. Hanser, München 2005, ISBN 3-446-20194-7
    - Hörspielbearbeitung: Das Königreich der Bären. Hörspiel von Robert Schoen nach dem Roman von Dino Buzzati, SWR 2006

### Graphic novel
- Poema a fumetti, 1969
  - deutsch: Orphi und Eura. Aus dem Italienischen von Reinhard Federmann. Propyläen, Berlin 1970

### Libretti
- Procedura penale
- Ferrovia sopraelevata, 1960
- Il mantello, 1960
- Battono alla porta, 1963
- Era proibito, 1963

### Reportagen
- Beim Giro d’Italia. Covadonga, Bielefeld 2014, ISBN 978-3-936973-95-2 (gesammelte Reportagen aus dem Jahr 1949)

### Buchausgaben von ursprünglich in Periodika veröffentlichten Arbeiten
- Far pubblicare un romanzo. È più difficile o più facile di una volta? (Einen Roman veröffentlichen. Ist es schwieriger oder einfacher als früher?). In: La Letto (Monatszeitschrift des Corriere della Sera), 1. Juni 1937 (Volltext mit den Original-Illustrationen auf gognablog.sherpa-gate.com; Ausgabe als Broschüre mit einem Nachwort von Giorgio Lucini: Edizione Henry Beyle, Mailand 2011, ISBN 978-88-904887-7-1)
- I misteri d'Italia (Serie von im Sommer 1965 unter dem Titel „Auf der Suche nach dem geheimnisvollen Italien“ erschienenen „Stücken“). Mondadori, Mailand 2014 (Buchvorschau bei Google Books)
- Il panettone non bastò (ab 1930 bislang größtenteils nur in Zeitungen und Zeitschriften veröffentlichte Artikel, Erzählungen, Gedichte, gezeichnete Märchen, autobiografische Schilderungen). Hrsg. und mit einer Einführung von Lorenzo Viganò. Mondadori, Mailand 2014 (Buchvorschau bei Google Books)
- Bestiario. Cani, gatti e altri animali (überwiegend unveröffentlichte Artikel, Interventionen und Prosatexte). Hrsg. und mit einer Einführung von Lorenzo Viganò. Mondadori, Mailand 2015 (Buchvorschau bei Google Books)

## Verfilmungen
- 1965: Junge Haut (Un amore) – Regie: Gianni Vernuccio
- 1967: Buzzatis Komödie Un caso clinico (1953) inspirierte den Regisseur Ugo Tognazzi zum Film Il fischio al naso (Die Pfeife in der Nase), in dem er auch die Hauptrolle spielt.
- 1976: Die Tatarenwüste (Il deserto dei tartari) – Regie: Valerio Zurlini, Christian de Chalonge
- 1993: Il segreto del bosco vecchio – Regie: Ermanno Olmi
- 1994: Barnabo delle montagne – Regie: Mario Brenta
- 2019: La Fameuse Invasion des ours en Sicile – Regie: Lorenzo Mattotti